# Pion fortipes
Pion fortipes là một loài tò vò trong họ Ichneumonidae.